# Revenge (album Kiss)
Revenge – szesnasty album studyjny amerykańskiej grupy rockowej Kiss wydany w maju 1992 roku. Album jest dedykowany pamięci zmarłego perkusisty zespołu, Erica Carra. Jest to pierwszy album z udziałem perkusisty Erica Singera.

## Lista utworów
1. "Unholy" (Vinnie Vincent, Gene Simmons) – 3:40
  - wokal – Gene Simmons
2. "Take It Off" (Paul Stanley, Bob Ezrin, Kane Roberts) – 4:50
  - wokal – Paul Stanley
3. "Tough Love" (Bruce Kulick, Stanley, Ezrin) – 3:44
  - wokal – Paul Stanley
4. "Spit" (Stanley, Simmons, Scott Van Zen) – 3:32
  - wokal – Gene Simmons i Paul Stanley
5. "God Gave Rock 'n' Roll to You II" (Stanley, Simmons, Ezrin, Russ Ballard) – 5:18
  - wokal – Paul Stanley i Gene Simmons
6. "Domino" (Simmons) – 4:01
  - wokal – Gene Simmons
7. "Heart of Chrome" (Vincent, Stanley, Ezrin) – 4:02
  - wokal – Paul Stanley
8. "Thou Shalt Not" (Simmons, Jesse Damon) – 3:59
  - wokal – Gene Simmons
9. "Every Time I Look at You" (Stanley, Ezrin) – 4:38
  - wokal – Paul Stanley
10. "Paralyzed" (Simmons, Ezrin) – 4:14
  - wokal – Gene Simmons
11. "I Just Wanna" (Vincent, Stanley) – 4:07
  - wokal – Paul Stanley
12. "Carr Jam 1981" (Eric Carr) – 2:46
  - Instrumental

## Informacje
- Gene Simmons – gitara basowa, wokal prowadzący
- Paul Stanley – gitara rytmiczna, wokal prowadzący
- Bruce Kulick – gitara prowadząca
- Eric Singer – perkusja, wokal wspierający
- Eric Carr – perkusja (12), wokal wspierający (5)